# محاصره طرابلس
محاصره طرابلس (انگلیسی: Siege of Tripoli) از سال ۱۱۰۲ تا ۱۲ ژوئیه ۱۱۰۹ به طول انجامید و سرانجام با پیروزی صلیبیون و تبدیل این شهر به مرکز و پایتخت کنت‌نشین طرابلس همراه شد.